# Connersville (Indiana)
Pour les articles homonymes, voir Connersville.
La ville de Connersville est le siège du comté de Fayette, situé dans l'Indiana, aux États-Unis. Sa population s’élevait à 13 481 habitants lors du recensement de 2010, estimée à 12 866 habitants en 2017.

## Démographie
| Groupe            | Connersville | Indiana | États-Unis |
| ----------------- | ------------ | ------- | ---------- |
| Blancs            | 95,7         | 84,3    | 72,4       |
| Afro-Américains   | 2,1          | 9,1     | 12,6       |
| Métis             | 1,3          | 2,0     | 2,9        |
| Autres            | 0,3          | 2,7     | 6,4        |
| Asiatiques        | 0,3          | 1,6     | 4,8        |
| Amérindiens       | 0,2          | 0,3     | 0,9        |
| Total             | 100          | 100     | 100        |
|                   |              |         |            |
| Latino-Américains | 1,0          | 6,0     | 16,7       |

## Source
- (en) Cet article est partiellement ou en totalité issu de l’article de Wikipédia en anglais intitulé « Connersville, Indiana » (voir la liste des auteurs).

1. ↑  (en) « Connersville, IN Population - Census 2010 and 2000 », sur censusviewer.com.
2. ↑  (en) « Population of Indiana - Census 2010 and 2000 », sur censusviewer.com.